# Nesopetinus scottianus
Nesopetinus scottianus är en skalbaggsart som beskrevs av Sharp 1908. Nesopetinus scottianus ingår i släktet Nesopetinus och familjen glansbaggar. Inga underarter finns listade i Catalogue of Life.